# 恐怖筆記
《恐怖筆記》，2016年中國電影，是一部於預計於2016年上映的恐怖驚悚議題電影，是由閔晉濤執導的恐怖電影，由趙泳鑫、檀健次、馮家妹、潘春春等主演，北京泰初文化傳媒有限公司、樂山博遠投資有限公司、四川博圖影業有限公司聯合出品，縱貫文化傳媒（北京）有限公司宣傳。

## 外部連結
- 豆瓣电影上《恐怖筆記》的資料 （简体中文）
- 互联网电影数据库（IMDb）上《恐怖筆記》的资料（英文）